# Centrale nucleare di Darlington
La centrale nucleare di Darlington è una centrale nucleare canadese situata sulla riva del Lago Ontario a Clarington, Ontario. La struttura prende il nome da Darlington, l'antico nome del comune in cui si trova.
La stazione di Darlington è un grande impianto nucleare e consta di 4 reattori nucleari CANDU; si trova sulla riva settentrionale del Lago Ontario, con una potenza complessiva di 3.512 MWe (al netto della capacità) quando tutte le unità sono in linea. Essa fornisce circa il 20% del fabbisogno di energia elettrica dell'Ontario, sufficiente a servire una città di due milioni di persone. È probabilmente una delle più avanzate stazioni di produzione di energia nucleare nel mondo.

## Espansione dell'impianto
È prevista l'espansione dell'impianto tramite la costruzione di 2 reattori CANDU di modello EC6 per circa 1500 MW totali.